# Emanuel Albert Guerrieri Mirafiori
Emanuel Albert Guerrieri Mirafiori wł. Emanuele Alberto Guerrieri di Mirafiori (Moncalieri, 4 października 1851 – Sommariva Perno, 24 grudnia 1894) był synem Wiktora Emanuela II Sabaudzkiego i jego morganatycznej żony Róży Vercellany.
Uczestniczył w wieku 15 lat (był najmłodszym oficerem armii włoskiej), w trzeciej wojnie o niepodległość. Róża, podniesiona później do godności hrabiny Mirafiori i Fontanafredda przez Wiktora Emanuel II, przekazała tytuły synowi. Z tym związane były posiadłości, w których produkowano wina i inne płody rolne, na terenach Serralunga d'Alba i Barolo. Był prezesem stowarzyszeń byłych kombatantów i sportowych. Jako syn Wiktora Emanuela II Sabaudzkiego, był przyrodnim bratem Humberta I Sabaudzkiego, króla Włoch, Amadeusza I, króla Hiszpanii, Ottona Eugeniusza, Klotyldy Marii i Marii Pia. Miał jedną siostrę, Wiktorię, urodzoną 2 grudnia 1848 roku.

## Małżeństwo i potomstwo[1]
Ożenił się w 1872 z Bianką Henryką Larderel wł. Bianca Henrietta de Larderel (wnuczką Józefa Franciszka Larderel wł. Giacomo Francesco de Larderel), z którą miał dwoje dzieci:
- Wiktor Emanuel wł. Vittorio Emanuele (1873–1896)
- Gastone (1878–1943)

## Drzewo genealogiczne
| Emanuel Guerrieri | Ojciec: Wiktor Emanuel II Sabaudzki | Dziadek po mieczu: Carlo Alberto di Savoia     | Pradziadek po mieczu: Karol Emanuel di Sabaudzki-Carignano | Pradziadek po mieczu: Wiktor Amadeusz II Sabaudzki-Carignano |
| Emanuel Guerrieri | Ojciec: Wiktor Emanuel II Sabaudzki | Dziadek po mieczu: Carlo Alberto di Savoia     | Pradziadek po mieczu: Karol Emanuel di Sabaudzki-Carignano | Praprababka po mieczu: Józefa Teresa Lotaryńska              |
| Emanuel Guerrieri | Ojciec: Wiktor Emanuel II Sabaudzki | Dziadek po mieczu: Carlo Alberto di Savoia     | Prababka po mieczu: Maria Krystyna Wettyn                  | Pradziadek po mieczu: Karol Krystian Wettyn                  |
| Emanuel Guerrieri | Ojciec: Wiktor Emanuel II Sabaudzki | Dziadek po mieczu: Carlo Alberto di Savoia     | Prababka po mieczu: Maria Krystyna Wettyn                  | Praprababka po mieczu: Franciszka Krasińska                  |
| Emanuel Guerrieri | Ojciec: Wiktor Emanuel II Sabaudzki | Babka po mieczu: Maria Teresa Habsburg         | Pradziadek po mieczu: Ferdynand III Toskański              | Pradziadek po mieczu: Leopold II Habsburg-Lotaryński         |
| Emanuel Guerrieri | Ojciec: Wiktor Emanuel II Sabaudzki | Babka po mieczu: Maria Teresa Habsburg         | Pradziadek po mieczu: Ferdynand III Toskański              | Praprababka po mieczu: Maria Ludwika Burbon-Neapol           |
| Emanuel Guerrieri | Ojciec: Wiktor Emanuel II Sabaudzki | Babka po mieczu: Maria Teresa Habsburg         | Prababka po mieczu: Luiza Maria Burbon-Neapol              | Pradziadek po mieczu: Ferdynand I Burbon                     |
| Emanuel Guerrieri | Ojciec: Wiktor Emanuel II Sabaudzki | Babka po mieczu: Maria Teresa Habsburg         | Prababka po mieczu: Luiza Maria Burbon-Neapol              | Praprababka po mieczu: Maria Karolina Habsburg-Lotaryńska    |
| Emanuel Guerrieri | Matka: Róża Teresa Vercellana       | Dziadek po kądzieli: Jan Chrzciciel Vercellana | Pradziadek po kądzieli: ?                                  | Prapradziadek po kądzieli: ?                                 |
| Emanuel Guerrieri | Matka: Róża Teresa Vercellana       | Dziadek po kądzieli: Jan Chrzciciel Vercellana | Pradziadek po kądzieli: ?                                  | Praprababka po kądzieli: ?                                   |
| Emanuel Guerrieri | Matka: Róża Teresa Vercellana       | Dziadek po kądzieli: Jan Chrzciciel Vercellana | Prababka po kądzieli: ?                                    | Prapradziadek po kądzieli: ?                                 |
| Emanuel Guerrieri | Matka: Róża Teresa Vercellana       | Dziadek po kądzieli: Jan Chrzciciel Vercellana | Prababka po kądzieli: ?                                    | Praprababka po kądzieli: ?                                   |
| Emanuel Guerrieri | Matka: Róża Teresa Vercellana       | Babka po kądzieli: Maria Teresa Griglio        | Pradziadek po kądzieli: ?                                  | Prapradziadek po kądzieli: ?                                 |
| Emanuel Guerrieri | Matka: Róża Teresa Vercellana       | Babka po kądzieli: Maria Teresa Griglio        | Pradziadek po kądzieli: ?                                  | Praprababka po kądzieli: ?                                   |
| Emanuel Guerrieri | Matka: Róża Teresa Vercellana       | Babka po kądzieli: Maria Teresa Griglio        | Prababka po kądzieli: ?                                    | Prapradziadek po kądzieli: ?                                 |
| Emanuel Guerrieri | Matka: Róża Teresa Vercellana       | Babka po kądzieli: Maria Teresa Griglio        | Prababka po kądzieli: ?                                    | Praprababka po kądzieli: ?                                   |

## Artykuły powiązane
- Wiktor Emanuel II
- Róża Vercellana(inne języki)
- Dynastia sabaudzka